# Norvalina

Estructura o fórmula del aminoácido y estereoisómero L-Norvalina

D-Norvalina

Valina

La norvalina (abreviatura:Nva ) es un aminoácido de fórmula CH3 (CH2)2 CH(NH2)CO2H. El compuesto es análogo estructural del ácido valérico e isómero del aminoácido más común valina. Como muchos de los α-aminoácidos, la norvalina presenta quiralidad en su estructura. 

## Origen
La acumulación intracelular de la norvalina y la norleucina, se ha documentado que se produce por la reducida especificidad de sustrato de las enzimas biosintéticas de aminoácidos de cadena ramificada que actúan sobre varios alfa-cetoácidos relacionados. La ausencia de especificidad absoluta de sustrato de la leucil-ARNt sintasa conduce a un norvalil-ARNt(Leu) mal cargado que evade las actividades de corrección de traducción y produce proteínas que contienen norvalina. Una situación similar explica la presencia de cantidades mínimas pero detectables de norleucina en lugar de metionina. Con algunas excepciones, tanto la leucina como la metionina son raras en el sitio catalítico de muchas enzimas, por lo que reemplazarlas con norvalina y norleucina, respectivamente, no habría alterado significativamente los polipéptidos catalíticos pequeños y estructurales simples en las primeras etapas de la evolución biológica. El informe de que la reducción del oxígeno libre da como resultado altos niveles de acumulación intracelular de piruvato y la posterior biosíntesis de norvalina demuestra las consecuencias bioquímicas y metabólicas del desarrollo de un ambiente altamente oxidativo.

## Características
• Como la mayoría de los otros α-aminoácidos, la norvalina presenta un carbono quiral  (carbono asimétrico). 
• Es un sólido blanco soluble en agua.
• Es un ácido valérico que está sustituido en la posición 2 por un grupo amino. 
• Tiene configuración S y es el enantiómero del ácido D-2-aminopentanoico (que presenta configuración R). 
• Es un tautómero del ácido L-2 aminopentanoico zwitterion.
• Pertenece a la clase de compuestos orgánicos conocidos como l-alfa aminoácidos.  
• Podría ayudar a aumentar la síntesis de proteínas, lo que podría favorecer el crecimiento muscular y la recuperación después del ejercicio.
• A menudo se incluye en suplementos combinados con otros aminoácidos de cadena ramificada como la leucina y la isoleucina ya que se cree que funcionan de manera sinérgica. (La suplementación de norvalina es un tema en constante investigación).
• En combinación con la Oxacilina, es eficaz contra Staphylococcus aureus resistente a la meticilina. 
• Actúa como inhibidor de la enzima arginasa, por lo que evita la degradación de la arginina en ornitina y urea, dejándola disponible para la acción de la NO sintasa.

## Ocurrencia
La norvalina es un aminoácido no proteinógeno de cadena no ramificada del cual existen dos enantiómeros: el enantiómero S, llamado L-norvalina y el enantiómero R, llamado D-norvalina. En estudios anteriores se descubrió que era componente natural del péptido antifúngico de Bacillus subtilis. Se puso más atención en la norvalina y otros aminoácidos de cadena no ramificada modificados cuando se averiguó que se unían a ciertas proteínas recombinantes situadas en la Escherichia coli.

## Nomenclatura
La norvalina y la norleucina (grupo hidrocarbonado más largo) ambos poseen el prefijo nor-  por razones históricas, a pesar del uso convencional del prefijo como indicador de que hay un grupo hidrocarbonado faltante (bajo el cual teóricamente se los tendría que llamar "dihomoalanina" y "trihomoalanina"). La Comisión Conjunta de Nomenclatura IUPAC/IUB aconseja que se abandone el uso de este nombre y se emplee el nombre sistemático. 

## Funciones
La L-norvalina  promueve la inhibición de la enzima arginasa por retroalimentación negativa, ya que presenta similitud estrutural con la ornitina haciendo que se reduzca la producción de urea y ornitina. La L-arginina es utilizada como sustrato tanto por la arginasa para que sea producida urea y ornitina como por la Óxido nítrico sintasa (NOS) para que sea producido óxido nítrico (NO). Con la inhibición de la arginasa, que no altera la actividad de la NOS, la cantidad de recursos disponibles de arginina aumenta potenciando la producción de óxido de nitrógeno (II) (NO).
La L-norvalina es consumida por los deportistas para que su rendimiento deportivo mejore, ya que aumenta la producción de NO, una sustancia que dilata los vasos sanguíneos (agente vasodilatador) y mejora la circulación sanguínea.
Además, se ha demostrado que la L-norvalina tiene propiedades antiinflamatorias beneficiosas, que son evidentes en las células endoteliales humanas (estos efectos son independientes de la inhibición de la arginasa) que se pueden atribuir en parte a su capacidad para inhibir la actividad de la p70s6k (S6K1). El silenciamiento de S6K1 impide la regulación positiva de E-selectina, una proteína que participa en eventos que conducen al proceso de inflamación.

## Importancia médica
Se han podido observar, mediante varios experimentos, los exitosos efectos de la Norvalina en nuestro organismo. Dicha proteína se ha sometido a prueba, obteniendo como resultados la reversión del desgaste cognitivo en organismos que padecen la Enfermedad de Alzheimer.
El tratamiento basado en esta proteína es neuroprotectora, hecho que se confirma por la reducción de beta-amiloidosis, el alivio de la microgliosis y la reducción de los niveles de transcripción de necrosis tumoral.
Otro beneficio encontrado en la Norvalina es su función como potente agente antihiperglucémico, pudiendo actuar como posible terapia para individuos que presenten hiperglucemia o pre-diabetes.
Además, se han analizado muestras de Norvalina junto a epetraborol (EPT) y se ha demostrado lo beneficioso que puede llegar a ser contra enfermedades causadas por la bacteria M. abscessus y otras infecciones micobacteriales como la Tuberculosis.
Se confirma entonces la función de la Norvalina como potencial agente antihipertensivo y merece ser estudiado en mayor profundidad. Además de que se han podido observar cambios en la sangre y orina debido al efecto que produce dicho aminoácido sobre la regulación de la presión arterial.